# 斯特拉西爾
斯特拉西爾（Strathyre）是蘇格蘭斯特靈議會區的一個轄區，也是斯特靈地方政府行政所在地。它属于巴爾惠德（Balquhidder）教區的東南部分，在1973年地方政府重組之前為珀斯郡的一部分，位於羅夢湖和朝塞斯山國家公園（Loch Lomond and The Trossachs National Park）的範圍內。